# Ardullie
Ardullie is een dorp dat ligt op de noordelijke oever van Cromarty Firth in de buurt van Dingwall in Ross and Cromarty in de Schotse Hooglanden.

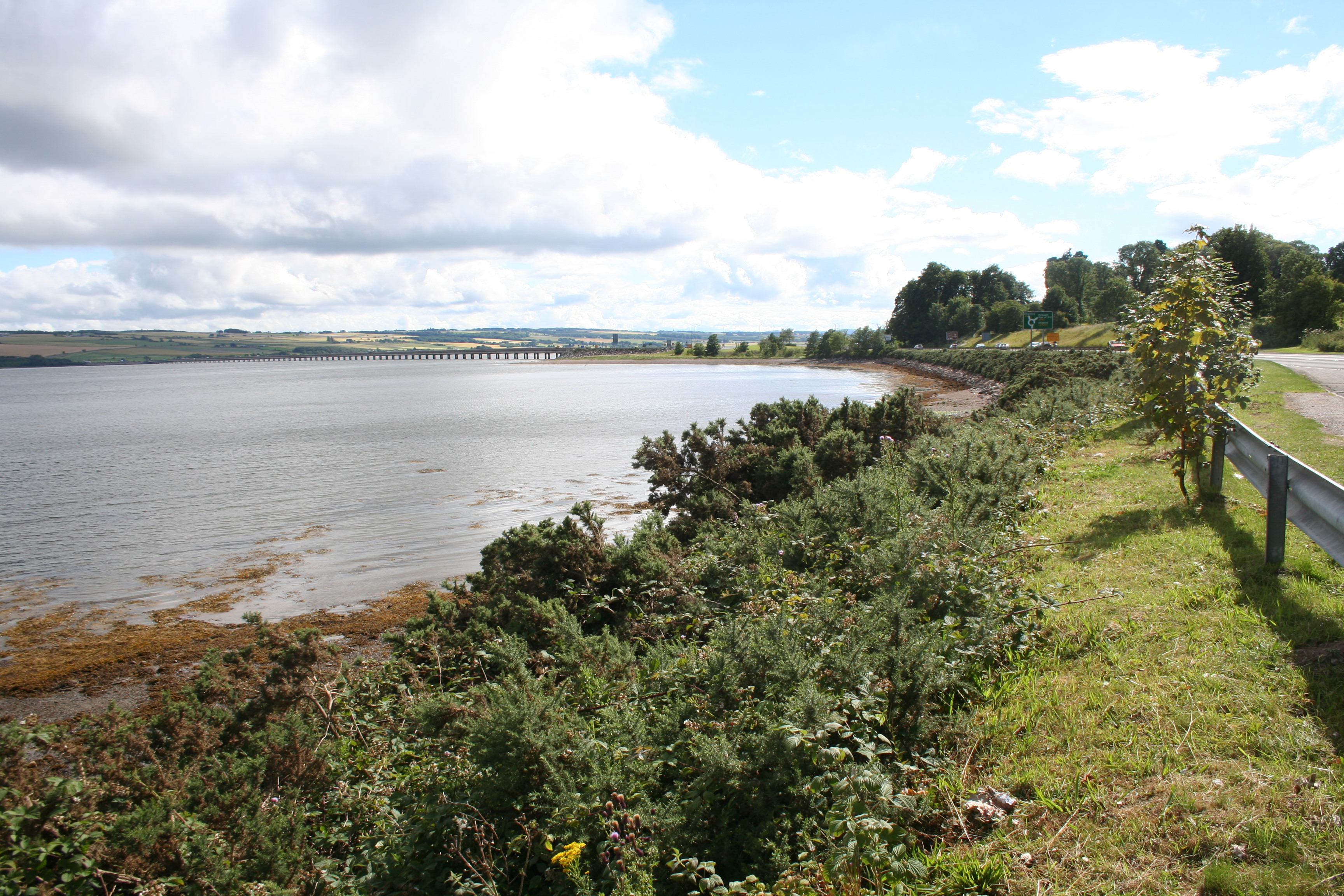
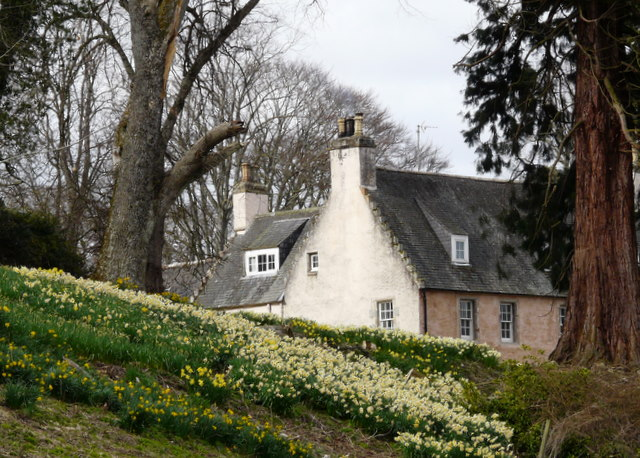